# Optimizam
Optimizam (od latinske riječi -optimum-, što znači „najbolje“ ) je pozitivno shvaćanje i gledanje svijeta i sklonost očekivanju najboljeg mogućeg ishoda. Oslanja na one aspekte date situacije koji ulivaju najviše nade. Suprotnost optimizmu je pesimizam. 
Optimizam se definira i kao „ispunjenost nadom i uzdanje u budućnost ili uspješan ishod nečega. U uobičajenom značenju, znači očekivati da će određena situacija imati najbolji od mogućih ishoda. 
Ovo se u psihologiji obično naziva dispozicioni optimizam.
Smatra se da je Gottfried Leibnitz predstavnik optimizma, za razliku od Arthura Schopenhauera koji je predstavnik pesimizma.
Optimizam može biti povezan i sa zdravljem.